# چارلی الیوت
چارلی الیوت (انگلیسی: Charlie Elliott; ۲۴ آوریل ۱۹۱۲ – ۱ ژانویهٔ ۲۰۰۴) بازیکن کریکت، بازیکن فوتبال، و سرمربی (فوتبال) اهل بریتانیا بود.